# Resolució 2162 del Consell de Seguretat de les Nacions Unides
La Resolució 2162 del Consell de Seguretat de les Nacions Unides fou adoptada per unanimitat el 25 de juny de 2014. El Consell va ampliar el mandat de l'Operació de les Nacions Unides a Costa d'Ivori (UNOCI) durant un any fins al 30 de juny de 2015 i va reduir el component militar de la missió a 5.437 efectius.

## Detalls
El Consell assenyala que la seguretat a Costa d'Ivori havia millorat considerablement; inclòs a la frontera amb Libèria. La situació humanitària també havia millorat i els refugiats podrien tornar a casa seva. D'altra banda, ja s'havia desarmat 30.000 combatents, tot i que encara hi ha 43.000 combatents sense desarmar. Va fer una crida vaa desarmar tots els grups pendents abans de les pròximes eleccions. A més era preocupat per les violacions dels drets humans que encara es produïen.
S'havien de celebrar eleccions presidencials l'octubre de 2015 i el país havia demanat a l'ONU que brindés assistència per organitzar-les. El 22 de maig de 2014, el govern ivorià va reprendre el diàleg amb els partits de l'oposició. Es va convidar les parts a exercir un paper constructiu i contribuir a la reconciliació. Per evitar una major violència intracomunitària, els problemes relacionats amb la identitat i el territori havien de resoldre's mitjançant un ampli consens nacional.
El Consell va demanar a Costa d'Ivori que intensifiqués la reforma de l'exèrcit i la policia per tal de fer-se càrrec de les seves responsabilitats el més ràpid possible. També es va instar al govern perquè tots els responsables de les violacions dels drets humans fossin jutjats el més aviat possible.
El mandat de l'UNOCI es va estendre fins al 30 de juny de 2015. El seu mandat consistia en ajudar a protegir la població i el procés polític, i donar suport a la assistència humanitària, seguretat i vigilància de fronteres, cooperar en el desarmament dels combatents i la creació de institucions estatals, monitorar l'embargament d'armes, promoure dels drets humans, la protecció del personal i material de l'ONU i de material. La protecció de la població era la primera prioritat, seguida del desarmament dels combatents. A més, el mandat de les tropes franceses que estaven presents per donar suport a la UNOCI també es va ampliar fins a la mateixa data.
El nombre d'efectius es va reduir en 1.700 i ara ascendia a un màxim de 5.245 soldats i 192 observadors militars. El component policial es va reduir en 55 unitats a 1.500 homes. A més, el nombre de funcionaris de duanes es va mantenir sense canvis. Es va planificar una nova reducció de la força de pau després de les eleccions de 2015.
La reducció de les diferents operacions de l'ONU a Àfrica Occidental requeria més cooperació mútua. Per tant, podria crear-se una petita força de reacció dins la ONUCI, que podria donar suport a la UNMIL si fos necessari.